# Savoy (album)
Savoy è il quinto album in studio dell'omonimo gruppo musicale.
Il brano Whalebone fa parte della colonna sonora del film Hawaii, Oslo.

## Formazione
- Paul Waaktaar-Savoy: chitarra, tastiera, voce, batterista
- Lauren Waaktaar-Savoy: voce
- Frode Unneland: batterista

## Tracce
1. Empty of Feeling - 3.34
2. Girl One - 3.38
3. Bovine - 3.35
4. Whalebone - 4.25
5. Shooting Spree - 4.11
6. Melanie Lied to Me - 4.35
7. Watertowers - 1.39
8. Is My Confidence Reeling? - 4.44
9. Rain On Your Parade - 4.40
10. Cyna - 3.09
11. The Breakers - 3.36
12. Isotope - 4.53